# Liste der Gemeindeverbände im Département Gironde
Das Département Gironde liegt in der Region Nouvelle-Aquitaine in Frankreich. Es untergliedert sich in 28 Gemeindeverbände.
Siehe auch: Liste der Gemeinden im Département Gironde

## Gemeindeverbände

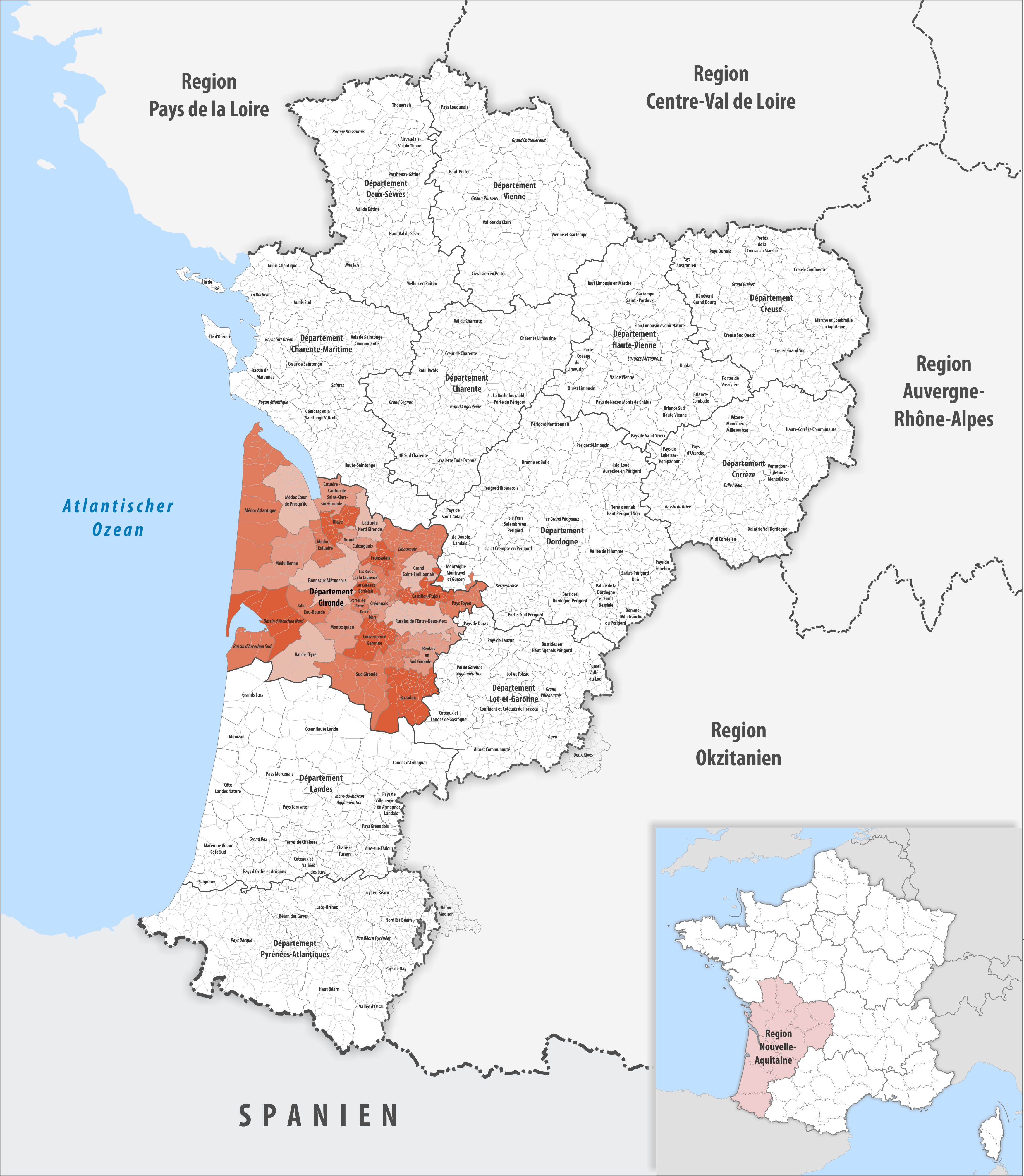
Gemeindeverbände im Département Gironde

| Gemeindeverband              | Gemeinden im Départ./Verband | Einwohner 1. Januar 2022 | Fläche km² | Dichte Einw./km² | SIREN- Nummer | Rechtsform                 | Gründungsdatum    |
| ---------------------------- | ---------------------------- | ------------------------ | ---------- | ---------------- | ------------- | -------------------------- | ----------------- |
| Bazadais                     | 31/31                        | 15.905                   | 605,72     | 26               | 200 043 982   | Communauté de communes     | 23. Dezember 2013 |
| Bassin d’Arcachon Nord       | 8/8                          | 72.703                   | 594,86     | 122              | 243 301 504   | Communauté d’agglomération | 18. November 2003 |
| Bassin d’Arcachon Sud        | 4/4                          | 69.892                   | 328,83     | 213              | 243 300 563   | Communauté d’agglomération | 7. Dezember 2001  |
| Blaye                        | 20/20                        | 20.458                   | 171,35     | 119              | 200 023 794   | Communauté de communes     | 21. Dezember 2009 |
| Bordeaux Métropole           | 28/28                        | 843.738                  | 578,27     | 1.459            | 243 300 316   | Métropole                  | 31. Dezember 1966 |
| Castillon-Pujols             | 30/31                        | 19.047                   | 227,97     | 84               | 243 301 454   | Communauté de communes     | 17. Dezember 2002 |
| Convergence Garonne          | 27/27                        | 32.781                   | 312,44     | 105              | 200 069 581   | Communauté de communes     | 5. Dezember 2016  |
| Coteaux Bordelais            | 8/8                          | 22.075                   | 68,02      | 325              | 243 301 355   | Communauté de communes     | 10. Dezember 2002 |
| Créonnais                    | 15/15                        | 18.263                   | 123,57     | 148              | 243 301 215   | Communauté de communes     | 13. Juli 2000     |
| L’Estuaire                   | 14/14                        | 16.099                   | 248,19     | 65               | 243 300 811   | Communauté de communes     | 14. April 1995    |
| Fronsadais                   | 18/18                        | 17.712                   | 134,68     | 132              | 243 301 397   | Communauté de communes     | 3. Dezember 2002  |
| Grand Cubzaguais             | 16/16                        | 37.566                   | 151,15     | 249              | 243 301 223   | Communauté de communes     | 5. Dezember 2000  |
| Grand Saint-Émilionnais      | 22/22                        | 14.033                   | 235,47     | 60               | 200 035 533   | Communauté de communes     | 14. Dezember 2012 |
| Jalle-Eau-Bourde             | 3/3                          | 32.295                   | 232,15     | 139              | 243 301 165   | Communauté de communes     | 21. Dezember 1999 |
| Latitude Nord Gironde        | 12/12                        | 21.630                   | 211,72     | 102              | 243 301 181   | Communauté de communes     | 27. Dezember 1999 |
| Les Rives de la Laurence     | 6/6                          | 28.873                   | 81,59      | 354              | 243 301 249   | Communauté de communes     | 18. Dezember 2000 |
| Libournais                   | 45/45                        | 93.359                   | 568,76     | 164              | 200 070 092   | Communauté d’agglomération | 29. November 2016 |
| Médoc Atlantique             | 14/14                        | 28.306                   | 1.035,43   | 27               | 200 070 720   | Communauté de communes     | 12. Dezember 2016 |
| Médoc Cœur de Presqu’île     | 18/18                        | 30.896                   | 496,45     | 62               | 200 069 995   | Communauté de communes     | 15. Dezember 2016 |
| Médoc Estuaire               | 10/10                        | 30.654                   | 174,59     | 176              | 243 301 447   | Communauté de communes     | 11. Dezember 2002 |
| Médullienne                  | 10/10                        | 22.484                   | 636,25     | 35               | 243 301 389   | Communauté de communes     | 4. November 2002  |
| Montesquieu                  | 13/13                        | 47.276                   | 330,14     | 143              | 243 301 264   | Communauté de communes     | 7. Dezember 2001  |
| Pays Foyen                   | 19/20                        | 16.540                   | 220,43     | 75               | 243 301 371   | Communauté de communes     | 30. Oktober 2002  |
| Portes de l’Entre-Deux-Mers  | 11/11                        | 22.414                   | 87,60      | 256              | 243 301 439   | Communauté de communes     | 10. Dezember 2002 |
| Réolais en Sud Gironde       | 41/41                        | 24.011                   | 324,87     | 74               | 200 044 394   | Communauté de communes     | 30. Mai 2013      |
| Rurales de l’Entre-Deux-Mers | 49/49                        | 16.615                   | 446,18     | 37               | 200 069 599   | Communauté de communes     | 5. Dezember 2016  |
| Sud Gironde                  | 37/37                        | 39.775                   | 830,22     | 48               | 200 043 974   | Communauté de communes     | 23. Dezember 2013 |
| Val de l’Eyre                | 5/5                          | 22.418                   | 546,13     | 41               | 243 301 405   | Communauté de communes     | 11. Dezember 2002 |